# 埃爾維拉 (伊利諾伊州)
埃爾維拉（英語：Elvira）是位於美國伊利諾伊州約翰遜縣的一個村落。

## 地理
埃爾維拉的座標為37°29′36″N 89°01′06″W / 37.49333°N 89.01833°W，而該地最高點為海拔高度139米（即456英尺）。

## 人口
根據2010年美國人口普查的數據，埃爾維拉的面積為5.00平方千米，當中陸地面積為5.00平方千米，而水域面積為5.00平方千米。當地共有人口500人，而人口密度為每平方千米100人。